# César Araújo
César Araújo, né le 2 avril 2001 à Montevideo en Uruguay, est un footballeur uruguayen qui évolue au poste de milieu central à Orlando City en MLS.

## Biographie

### Montevideo Wanderers
Né à Montevideo en Uruguay, César Araújo est formé par l'un des clubs de la capitale uruguayenne, le Montevideo Wanderers. Il débute en professionnel le 2 août 2019, en Copa Sudamericana, contre le SC Corinthians. Ce jour-là, il entre en jeu à la 68e minute, et son équipe s'incline par deux buts à un. Il fait sa première apparition en championnat le 9 août 2020, contre le Boston River (victoire 0-2 du Wanderers),.
Le 9 mars 2021, César Araújo participe à son premier match de Copa Libertadores, face au Club Bolívar. Il est titularisé lors de cette rencontre, et son équipe s'impose sur le score de un but à zéro Le 22 mars suivant il prolonge son contrat jusqu'en décembre 2024.

### Orlando City
À seulement vingt ans, Araújo s'engage en faveur du Orlando City en Major League Soccer le 7 janvier 2022 et signe un contrat de trois ans avec la franchise floridienne. 
César Araújo joue son premier match sous ses nouvelles couleurs le 27 février 2022, lors de la première journée de la saison 2022 de MLS, contre le CF Montréal. Il est titularisé et son équipe s'impose par deux buts à zéro.
Le 7 septembre 2022, il remporte la Coupe des États-Unis avec Orlando à l'Exploria Stadium après une victoire 3-0 face au Republic de Sacramento. Quelques jours plus tard, il est classé treizième au palmarès 2022 des 22 joueurs de moins de 22 ans en MLS.
En janvier 2024 il est sélectionné avec l'équipe d'Uruguay Olympique pour participer au Tournoi pré-olympique de la CONMEBOL 2024.

### Vie privée
César Araújo a cinq frères et sœurs, dont Maximiliano Araújo, qui est également footballeur professionnel.

## Palmarès
Orlando City
- Vainqueur de la Coupe des États-Unis en 2022